# Precision Medicine in Chronic Inflammation
Der Exzellenzcluster Precision Medicine in Chronic Inflammation (PMI, EXC 2167) ist ein interdisziplinärer Forschungsverbund in Schleswig-Holstein. Der Cluster wird durch die Exzellenzstrategie (2019–2025) des Bundes und der Länder gefördert. PMI baut auf dem Vorgängercluster „Inflammation at Interfaces“ auf, der innerhalb der Exzellenzinitiative (2007–2018) gefördert wurde. Sprecher des Clusters ist Professor Stefan Schreiber.

## Beteiligte Institutionen
An PMI sind rund 400 Wissenschaftler aus verschiedenen medizinischen Disziplinen und verwandten Bereichen der Grundlagenforschung von 8 Trägerinstitutionen in Schleswig-Holstein beteiligt. Die Trägerinstitutionen sind die Christian-Albrechts-Universität zu Kiel (CAU, Sprecher-Universität), die Universität zu Lübeck, das Universitätsklinikum Schleswig-Holstein (UKSH), das Forschungszentrum Borstel, Leibniz Lungenzentrum, das Max-Planck-Institut für Evolutionsbiologie Plön, die Muthesius Kunsthochschule Kiel, das Kiel Institut für Weltwirtschaft und das Leibniz-Institut für die Pädagogik der Naturwissenschaften und Mathematik Kiel. Die LungenClinic Grosshansdorf ist klinischer Kooperationspartner.

## Ziel
Die Mitglieder des Exzellenzclusters PMI wollen eine Präzisionsmedizin für chronische Entzündungserkrankungen etablieren, die die individuelle Variabilität des Menschen und seiner Umwelt berücksichtigt. Dabei geht es insbesondere um die Früherkennung von chronisch-entzündlichen Krankheiten, die Vorhersage von Krankheitsverlauf und Komplikationen und die Vorhersage des individuellen Therapieansprechens.
Im Zentrum stehen dabei klinische Studien und die schnelle Translation der Erkenntnisse aus der Grundlagenforschung hin zur individualisierten Behandlung von Patienten.
Zu den untersuchten chronischen Entzündungserkrankungen zählen vor allem folgende: chronisch-entzündliche Darmerkrankungen – wie Morbus Crohn und Colitis Ulcerosa, entzündliche Hauterkrankungen – wie Schuppenflechte (Psoriasis) und Neurodermitis, entzündlich rheumatische Erkrankungen – wie z. B. rheumatoide Arthritis, Lupus erythematodes und ankylosierende Spondylitis, Lungenerkrankungen – wie Asthma und chronische Bronchitis sowie Erkrankungen des Gehirns, wie z. B. Morbus Parkinson.

## Forschungsgebiete
Die Forschung im Exzellenzcluster PMI ist in drei Bereiche gegliedert: Technologieplattformen und Grundlagenforschungsbereiche („Research and Technology Fields“), vorklinische Forschungsprojekte („Target Innovation Projects“) und klinische Forschungsprojekte („Clinical Demonstrators“). Die Clinical Demonstrators sollen als Proof-of-Principle-Studien den Nutzen und die Anwendbarkeit der Präzisionsmedizin bei Patienten mit chronischen Entzündungserkrankungen bestätigen. Inhaltlich widmen sich die fünf Clinical Demonstrators potenziellen Diagnosemöglichkeiten oder Therapieansätzen, die im Vorgängercluster entwickelt worden sind und die durch starke präklinische Daten gestützt werden.

## COVID-Forschung
Mit Beginn der Coronavirus-Pandemie in Deutschland im Jahr 2020 nutzte der Exzellenzcluster PMI seine Expertise, um die vielen offenen Fragen im Zusammenhang mit SARS-CoV-2 zu erforschen. So wurde die COVIDOM-Studie initiiert, die mögliche Langzeitfolgen von COVID-19 erfasst. In genomweiten Assoziationsstudien wurden Risikogene für einen schweren COVID-19-Verlauf identifiziert, mittels der sogenannten Antigen-reaktiven-T-Zell-Anreicherung die Immunreaktionen auf den neuen Erreger SARS-CoV-2 detailliert untersucht und mit Hilfe von modernen Sequenziermethoden molekulare und zelluläre Auffälligkeiten bei schwerem Krankheitsverlauf entdeckt.

## Forschungsinfrastruktur
Die Mitglieder des Exzellenzcluster PMI können auf eine moderne Forschungsinfrastruktur zurückgreifen, die insbesondere in den Förderphasen des Vorgängerclusters „Inflammation at Interfaces“ aufgebaut wurden. Ein Fokus des Clusters liegt auf Sequenziertechnologien, großen Biobanken und der translationale Forschung. Aber auch hochmoderne Einrichtungen für Stammzellforschung und Bildgebung gehören dazu.

### Next Generation Sequenzierung
Das Sequenzierzentrum des Exzellenzcluster PMI ist auf die sogenannte Next Generation Sequenzierung (NGS) spezialisiert. Das Kieler Sequenzierzentrum gehört zu den größten Zentren seiner Art in Deutschland. Es ist an das „Competence Centre for Genome Analysis Kiel“ (CCGA Kiel) angegliedert. Das CCGA ist eines von vier deutschen Kompetenzzentren für Next Generation Sequenzierung, das von der Deutschen Forschungsgemeinschaft (DFG) gefördert wird.

### Biobanken
Die Universitäten in Kiel und Lübeck verfügen über hoch standardisierte, umfangreiche Biobank-Infrastrukturen (PopGen 2.0 Netzwerks, Interdisziplinäre Zentrum für Biobanking-Lübeck) statt. Eine wichtige Ressource des Exzellenzclusters PMI ist die Biobank PopGen, in der mehr als 500.000 Proben und Daten von rund 70.000 Patienten mit verschiedenen Krankheiten und eine populationsrepräsentative Kontrollgruppe erfasst sind.

### Comprehensive Center of Inflammation Medicine (CCIM)
Das Exzellenzzentrum Entzündungsmedizin (Comprehensive Center for Inflammation Medicine, CCIM) ist eine spezialisierte Therapie- und Forschungseinrichtung an beiden Standorten, Kiel und Lübeck, des Universitätsklinikums Schleswig-Holstein. Ziel der Zentren ist es, Patienten mit schwerwiegenden chronisch-entzündlichen Erkrankungen möglichst effizient und rasch in eine interdisziplinäre Behandlung zu überführen. Die CCIMs sind außerdem für den Aufbau und die Charakterisierung klinischer Kohorten für Forschungszwecke verantwortlich, bieten Zugang zu neuen Therapien und diagnostischen Ansätzen, die zum großen Teil im Vorgängercluster „Inflammation at Interfaces“ entwickelt worden sind.

## Clinician Scientist Programm
Der Exzellenzcluster PMI hat mit Beginn der Förderperiode 2019–2025 als treibender Initiator den Grundstein der Clinician Scientist Ausbildung in den Fachbereichen Innere Medizin (alle Teilgebiete), Dermatologie und Neurologie an seinen verschiedenen Standorten in Schleswig-Holstein gelegt und übernimmt eine Pionierfunktion bei der Etablierung eines Senior/Advanced Clinician Scientist Programms.
Mit einem strukturierten Clinician Scientist Programm fördert der Cluster die Karriere von forschenden Ärzten (Clinician Scientists) und ermöglicht ihnen Freiraum für kliniknahe Forschungsprojekte. In dem von der Ärztekammer Schleswig-Holstein zertifizierten Weiterbildungsprogramm werden sowohl junge forschende Ärzte während ihrer Facharzt-Weiterbildung, als auch bereits etablierte klinische Forscher (Senior Clinician Scientists) unterstützt.

## Schleswig-Holstein Excellence Chairs
2015 schrieben die Universitäten Kiel und Lübeck in einem gemeinsamen Wettbewerb acht Schleswig-Holstein Excellence-Chairs aus. Ziel war, exzellente Forschende aus den beiden Förderphasen des Exzellenzclusters „Inflammation at Interfaces“ nachhaltig an den Standorten zu halten. Die Chairs werden jeweils für einen Zeitraum von maximal sechs Jahren gefördert und setzen zusätzlich eine Nachwuchs-Gruppenleitung in ihrer Arbeitsgruppe ein.
2022 wurden erneut vier Schleswig-Holstein Excellence Chairs ausgeschrieben.

## Precision Health in Schleswig-Holstein (PHSH)
Die Universitäten Kiel und Lübeck gründeten gemeinsam mit dem Universitätsklinikum Schleswig-Holstein die Steuerungs-Struktur „Precision Health in Schleswig-Holstein“ (PHSH). Grundlage ist die langjährige Zusammenarbeit innerhalb des Vorgängerclusters „Inflammation at Interfaces“. PHSH schafft den organisatorischen Rahmen, um patientenzentrierte Forschung in dem Feld der Präzisionsmedizin zu professionalisieren und zu beschleunigen. Das Modell PHSH ist derzeit deutschlandweit einzigartig.